# Воронецькі

Власний Герб Воронецьких — Корибут

Воронецькі гербу Корибут (Войни-Воронецькі, Воронецькі із Збаража) — князівський рід, згідно традиційної генеалогії з династії литовських Гедиміновичів по лінії Дмитра-Корибута Ольгердовича і близький до князівських родів Вишневецьких, Збаразьких, Порицьких.
Прізвище походить від Воронця на Волині. Перші князі Воронецькі — Юрій і Война Федоровичі Збаразькі (1-ша половина 16 ст.). Представники роду були дрібними землевласниками, займали переважно другорядне становище князів-слуг у князів Вишневецьких і Збаразьких. Найбільша чисельність роду припала на 2-гу половину 16 ст. — 1-шу половину 17 ст. (до 10 осіб у межах покоління).

## Представники роду
Найвідоміші його представники:
- Андрій Юрійович — королівський секретар (1577);
- Валеріан — кременецький гродський суддя (18 ст.);
- Владислав (†1719) — венденський стольник; дідич Машова, Тистеня (Луцький повіт), Підляшківців (Поділля), дружина — Дорота з Лісецьких гербу Дрия, донька Теофілії із Замойських гербу Єліта[1]
- Лев Войнич — кременецький гродський суддя (1591—96) і кременецький підстароста; за К. Несецьким, син Стефана, дружина — Маріанна Куніцька, дітей не мали
- Матеуш (за К. Несецьким, Матвій) Войнич — київський підвоєвода (1584—92) і київський стольник; дружина — Анастасія Гулевич
  - Олександра, дружина Івана Стоцького
  - Катерина, дружина Вітовського
- Миколай-Антоній Владиславич — чернігівський каштелян, сенатор (поч. 17 ст.); дружина — Тереза Ридзинська, чесниківна каліська, вдова Ґрудзіньського
  - донька — дружина підляського каштеляна Мьончинського
- Михайло зі Збаража — чоловік колишньої коханки короля Сігізмунда ІІ Августа Барбари Ґізи[2]
- Михайло Матушевич — володимирський підстароста (1638—48), підвоєвода; дружина — Констанція Стемпковська, донька брацлавського каштеляна Ґабріеля
- Стефан, другий брат Юрія-«Войни»; дружина — Феліціяна Федора Цехон (пол. Ciechon (чи Цехановських), донька князя, мали 3 сини
  - Станіслав, дружини: перша — Хом'яківна, мали 3 сини; друга — Гулевичівна
    - Януш
    - Петро Станіславович — сотник надвірної корогви кн. В.-К.Острозького (1596);
    - Станіслав, дружина — Єфросина Богушевич, мали сина та 5 доньок
      - Павло

    - Томаш — син Гулевичівни
    - Юрій, дружина — Микулінська
      - Матвій
      - Маріанна, дружина любачівського мечника Рогозинського
- Юрій Станіславович — член православного Луцького братства (1614);
- Яків (Якуб) Юрійович (за К. Несецьким — Стефан Шимон Александер) — київський католицький єпископ (1585—88) і королівський секретар (1568, 1578).
- ім'я невідоме — староста холмський, дружина — Потоцька, хорунжанка подільська (бл. 1575)
- Лев — брат Стефана, Михайла, дружина — Боговитянка
- Леон Воронецький, князь на Збаражі, депутат Волинського воєводства на Любельський трибунал; 1595 року «квитував» Макара Лідихівського в його суперечці з Гулевичем стосовно села Татаринівка (чи Татаринівці, пол. Tatarzynowce)[3]
- Михайло — холмський староста, чоловік доньки кам'янецького хорунжого Анджея Потоцького Катажини[4]
- Йосиф Корибут Воронецький (1802-1885)  -   Його Світлість Князь, Моніки з Домбровських законний  чоловік, помер у віці 83 роки, 15 листопада 1885 року в містечку Ялтушків, про що зроблений запис в метриках костелу м.Ялтушкова.  Залишив після себе від 1 шлюбу з Кароліною Любанською - сина Франца та дочок Марію та Анну, ДАВІО 904-08-06

## Генетичні дані
Генетичні дослідження початку XXI століття показали, що князь Корибут-Воронецький, який проживає у Польщі, має по чоловічій лінії спільних предків із сучасними Рюриковичами, а не Гедиміновичами. Причиною плутанини у традиційній генеалогії могло бути помилкове ототожнення князя Федька Несвіцького, чиє походження дискусійне, гіпотетичного спільного предка Воронецьких, Збаразьких, Вишневецьких та Порицьких, із князем Федором Корибутовичем з Гедиміновичів.